# Národní park Reisa
Národní park Reisa (norský Reisa Nasjonalpark, sámsky Njállaávzi Nasjonalpark) je norský národní park, který zaujímá především údolí Reisadalen. Rozkládá se území obce Nordreisa na ploše 806 kilometrů čtverečních, severně od severního polárního kruhu v kraji Troms. Národní park tvoří horní část povodí řeky Reisaelva a leží podél hranice s Finskem. Na finské straně území je několik přírodních rezervací. Na východě, již v norském kraji Finnmark, leží náhorní plošina Finnmarksvidda (s více než 22 tisíci km2 největší náhorní plošina Norska)). Na západě národní park Reisa sousedí s 80 km2 velikou přírodní rezervací Ráisduottarháldi, ve kterých také leží masiv Raisduottarhaidi.
Park byl založen v roce 1986 pro zachování a ochranu krásné a nedotčené horské krajiny s jejími údolími, flórou a faunou a geologickými podmínkami. Vegetace, měřená druhovou rozmanitosti, je v parku jedna z nejbohatších z celého Norska.

## Geografie, krajina a geologie
Park se nachází na vrchovině v jihovýchodní části kraje Troms. Největší řekou je Reisaelva, který také v parku pramení. Nedaleko od koryta řeky Reisaelva se nachází 269 metrů vysoký vodopád Mollisfossen s výškou volného pádu je 140 metrů. V blízkosti řeky Reisaelva existují četné obří hrnce, některé jsou až 10 metrů hluboké. Lze říci, že krajina v národním parku Reisa silně připomíná norské údolí Altadalen.
V horách severně od vodopádu Imofossen jsou některé velmi rozsáhlých kaňonů, ve kterých je také možné spatřit množství různých skalních usazenin. Směrem k finským hranicím se hory stávají ploššími a v krajině převládají vřesoviště a rašeliniště.

## Flora a fauna
Vzhledem k různorodé a úrodné půdě je flóra jednou z nejbohatších v celém Norsku. Půda je jak zásaditá, tak i kyselá. V parku bylo objeveno celkem 525 druhů rostlin. Z 230 norských skalniček lze 193 druhů nalézt na území národního parku Reisa. Nejvzácnější druhy rostlin jsou jirnice modrá (Polemonium caeruleum), všivec Pedicularis flammea, malý keřík kasiope čtyřhranná (Cassiope tetragona), prha Arnica angustifolia a pěnišník laponský (Rhododendron lapponicum). Pouze v údolí Elvedal roste navíc lipnicovitá tráva trojštět alpský (Trisetum alpestre), silenka Silene involucrata, locika Lactuca sibirica a orchideje Lysiella oligantha a korálice trojklaná (Corallorhiza trifida). Orchidej Lysiella oligantha je velmi vzácná v severní Evropě. Jediný hlavní výskyt na světě je u jezera Bajkal na Sibiři.
V národním parku se vyskytuje několik dravých ptáků, včetně káně rousného, orla skalního, sovice krahujové, poštolky obecné a raroha loveckého. Někdy lze v parku zahlédnout orla mořského. Celkem se v parku vyskytuje kolem 140 druhů ptáků, včetně poměrně vzácných potáplice malé a potáplice severní stejně jako husy polní, husy malé a labutě zpěvné.
Největšími savci jsou rosomák, rys a liška polární. Sámské jméno národního parku znamená Kaňon lišek polárních (Njalla = liška polární). Nicméně početnost lišek polárních v parku klesá. Čas od času, jako vzácní návštěvníci, přicházejí medvědi hnědí.

## Kulturní dědictví
V národním parku a okolí žijí tří hlavní etnické skupin: Sámové, Kvénové a Norové Všechny skupiny tam žijí po mnoho staletí, Sámové přinejmenším od 16. století. Kultuře Kvénů je věnována výstava v Centru národního parku Halti.
Až do 19. století mezi hlavní průmyslová odvětví regionu patřilo kácení dřeva a výroba dehtu. Na některých místech stále lze stále vidět zbytky bývalých zařízení pro výrobu dehtu.

## Cestovní ruchu a správa
V parku se nachází několik volně přístupných chat, jako je např. Nedrefosshytta, kterou provozuje Norská turistická asociace a která leží na turistické dálkové trase Nordkalottleden. Na východním kraji parku leží chata na břehu jezera Ráisjávri.
Dolní část řeky Reisaelva je vhodná pro rybaření, protože se zde vyskytují velké populace lososa (v období tření), vranky obecné, pstruha a sivena. Nicméně pro rybaření a lov je nutné mít licenci.

## Fotografie

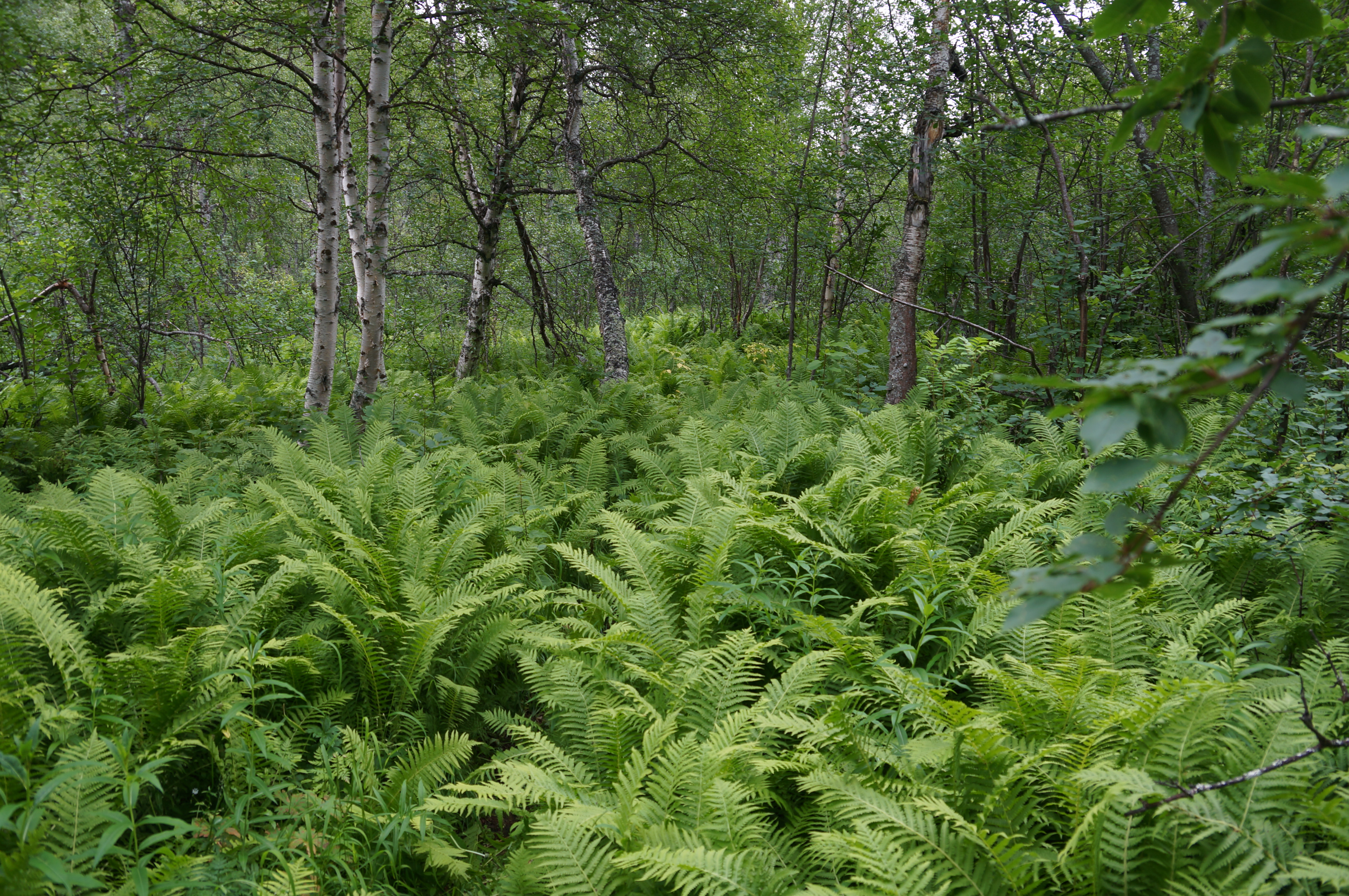
Typické porosty ve spodní části údolí
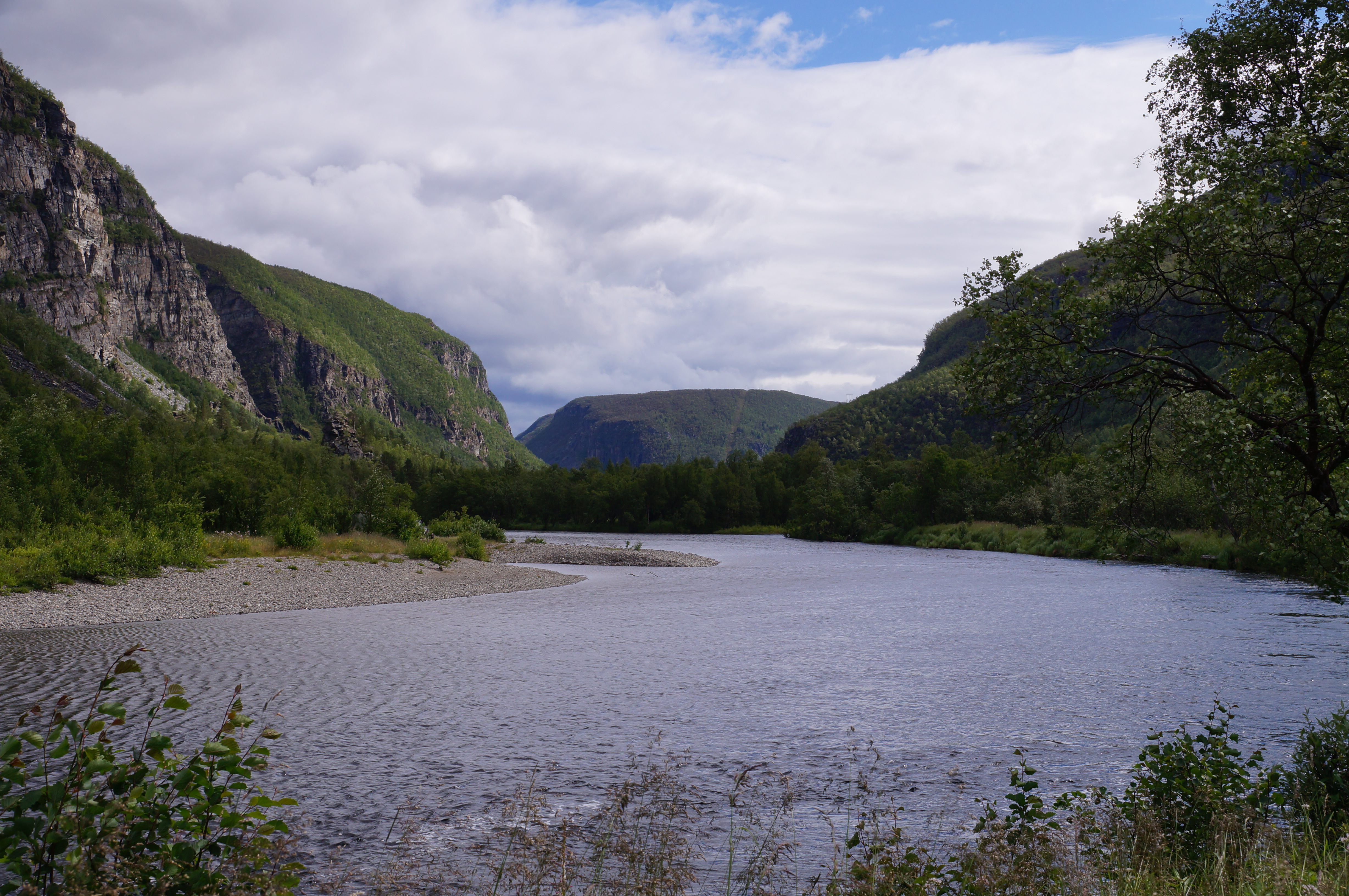
V centrálním údolí
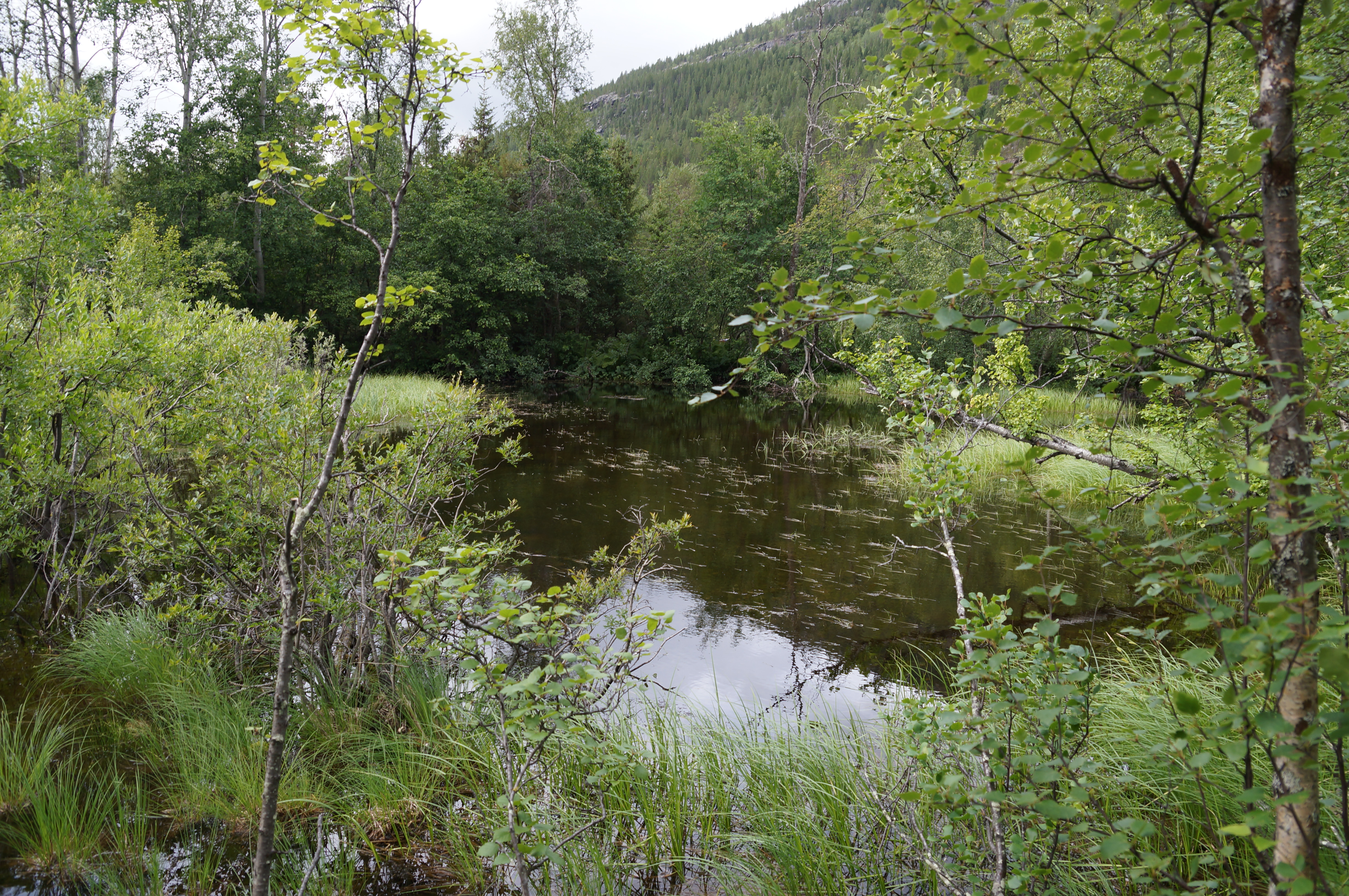
Horní oblast s hustou vegetací
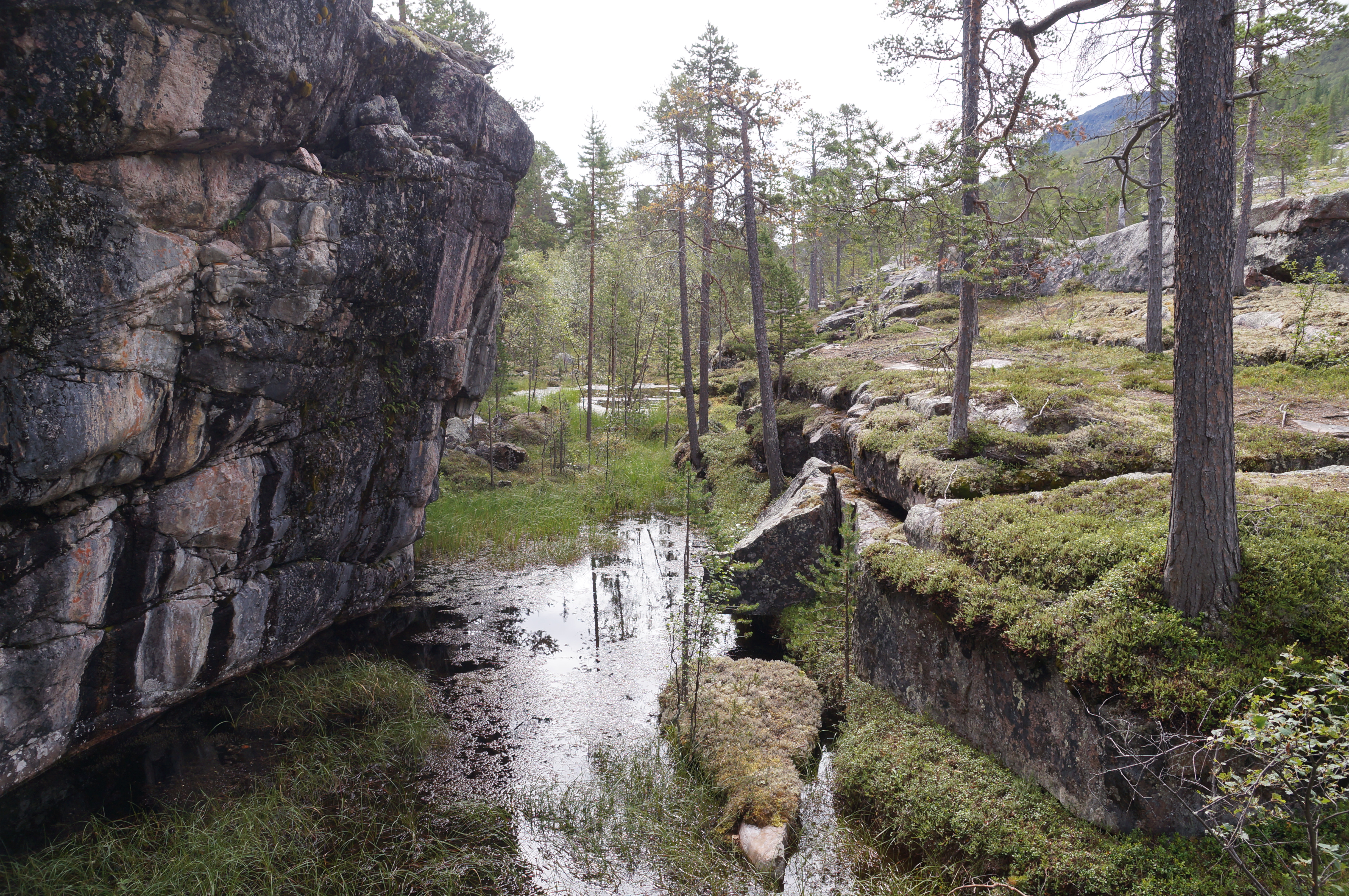
Okolí vodopádu Imofossen
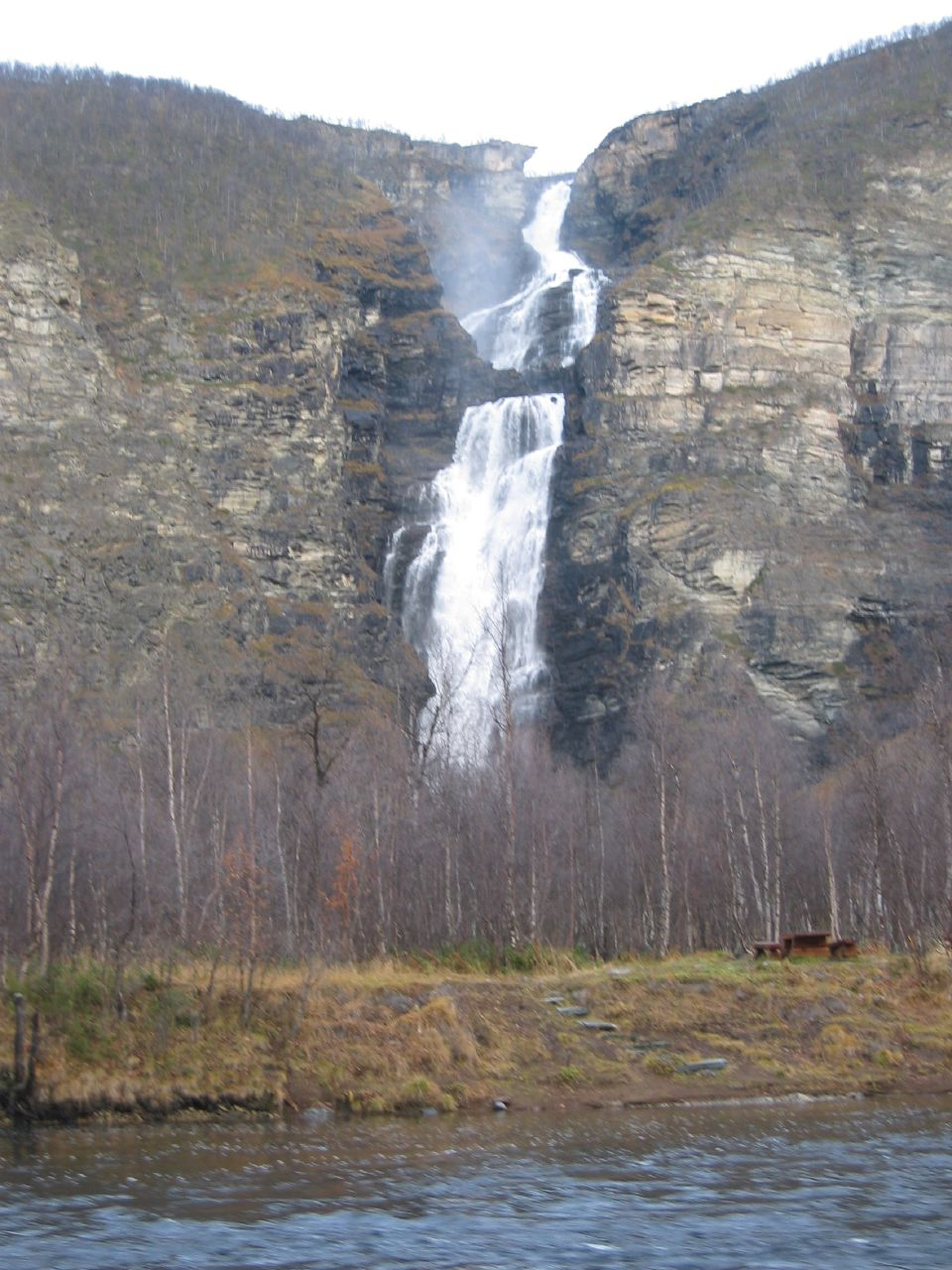
Vodopád Mollisfossen